# Dicranota stenostyla
Dicranota stenostyla är en tvåvingeart som beskrevs av Alexander 1963. Dicranota stenostyla ingår i släktet Dicranota och familjen hårögonharkrankar. Inga underarter finns listade i Catalogue of Life.